# BRM P133
Chronologie des modèles (1968 - 1969)
BRM P126 BRM P138
La BRM P133 est une monoplace de Formule 1, engagée par British Racing Motors en Championnat du monde de Formule 1 1968 et une partie du 1969, et pilotée par Pedro Rodríguez et Jackie Oliver.

## Historique

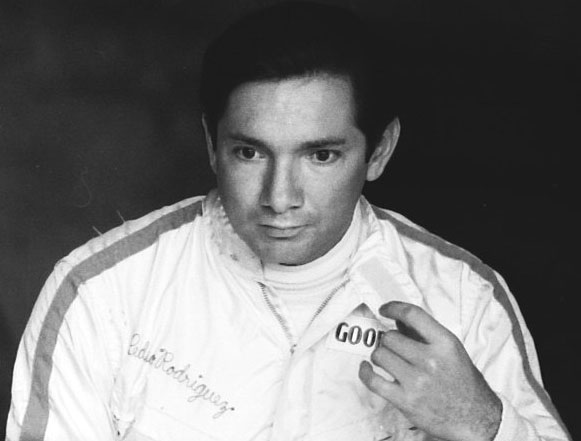
Pedro Rodríguez lors du Grand Prix d'Allemagne 1968.

En 1968, Pedro Rodríguez termine sixième du championnat des pilotes avec 18 points, devant Joseph Siffert et derrière Bruce McLaren. BRM finit cinquième du championnat constructeurs devant Honda Racing F1 Team et derrière Scuderia Ferrari.